# Xavier Dorfman
Xavier Dorfmann, francoski veslač, * 12. maj 1973, Grenoble.
Dorfmann je za Francijo nastopil na  Poletnih olimpijskih igrah 2000 v Sydneyju, kjer je v lahkem četvercu brez krmarja osvojil naslov olimpijskega prvaka.
Pred tem je s francoskim čolnom dvakrat osvojil bron na svetovnih prvenstvih. Tretji so bili na prvenstvu leta 1999 v St. Catharines ter leta 2001 v Lucernu.